# Union Sportive Créteil-Lusitanos
L'Union Sportive Créteil-Lusitanos Football, meglio nota come Créteil, è una società calcistica francese con sede nella città di Créteil. Milita nel Championnat National 2, la quarta divisione del campionato francese.

## Storia
Nato nel 1936 con il nome di Union Sportive de Créteil, nel 2002 si fonde con l'Union Sportive Lusitanos Saint-Maur assumendo l'attuale denominazione.

## Palmarès

### Competizioni nazionali
- Championnat National: 1

2012-2013
- Championnat National 2: 1

2018-2019 (gruppo D)

### Competizioni regionali
- Ligue de Paris Île-de-France de football: 1

1961-1962

### Altri piazzamenti
- Championnat National:

Terzo posto: 1997-1998

## Organico

### Rosa 2018-2019
| N. |                            | Ruolo | Calciatore           |
| -- | -------------------------- | ----- | -------------------- |
| 1  | Francia (bandiera)         | P     | Stéphane Véron       |
| 4  | Francia (bandiera)         | D     | Madi Soaré           |
| 6  | Madagascar (bandiera)      | C     | Johann Paul          |
| 8  | Algeria (bandiera)         | C     | Abdelmalek Mokdad    |
| 9  | Francia (bandiera)         | A     | Yannis Dogo          |
| 11 | Francia (bandiera)         | A     | Yohann Rivière       |
| 15 | Senegal (bandiera)         | C     | Pape Gassama         |
| 16 | Francia (bandiera)         | P     | Romain Lejeune       |
| 17 | Francia (bandiera)         | A     | Mour Paye            |
| 20 | Francia (bandiera)         | C     | Christopher Baptista |
| 21 | Portogallo (bandiera)      | D     | Alexandre Pardal     |
| 22 | Francia (bandiera)         | D     | Yamadou Fofana       |
| 23 | Guyana francese (bandiera) | C     | Loïc Baal            |

| N. |                          | Ruolo | Calciatore              |
| -- | ------------------------ | ----- | ----------------------- |
| 24 | Francia (bandiera)       | D     | Sidi Fofana             |
| 25 | Francia (bandiera)       | C     | Jason Buaillon          |
| 26 | Francia (bandiera)       | D     | Boris Mahon de Monaghan |
| 27 | Senegal (bandiera)       | A     | Oumar Pouye             |
| 28 | Portogallo (bandiera)    | C     | Fabio Pereira           |
| 33 | Francia (bandiera)       | C     | Jérémy Mawatu           |
| 40 | Francia (bandiera)       | P     | Léonard Aggoune         |
|    | Francia (bandiera)       | C     | Ludovic Gamboa          |
|    | Francia (bandiera)       | A     | Maxime Ras              |
|    | Portogallo (bandiera)    | C     | Muxa                    |
|    | Senegal (bandiera)       | C     | Mamadou Lamarana Diallo |
|    | Guinea-Bissau (bandiera) | A     | Adul Seidi              |
|    | Madagascar (bandiera)    | P     | Melvin Adrien           |

### Rosa 2017-2018
| N. |                       | Ruolo | Calciatore        |
| -- | --------------------- | ----- | ----------------- |
| 1  | Francia (bandiera)    | P     | Yann Kerboriou    |
| 2  | Francia (bandiera)    | D     | Jonathan Ringayen |
| 3  | Senegal (bandiera)    | D     | Pape M'Bow        |
| 4  | Francia (bandiera)    | D     | Madi Soaré        |
| 5  | Francia (bandiera)    | C     | Sacha Petshi      |
| 6  | Madagascar (bandiera) | C     | Johann Paul       |
| 7  | Portogallo (bandiera) | C     | Rafaël Dias       |
| 8  | Francia (bandiera)    | C     | Grégory Gendrey   |
| 9  | Francia (bandiera)    | A     | Brighton Labeau   |
| 10 | Madagascar (bandiera) | D     | Fabien Boyer      |
| 11 | Francia (bandiera)    | A     | Yohann Rivière    |
| 12 | Guadalupa (bandiera)  | C     | Kevin Sainte-Luce |

| N. |                    | Ruolo | Calciatore              |
| -- | ------------------ | ----- | ----------------------- |
| 14 | Francia (bandiera) | C     | Thomas Martin           |
| 15 | Senegal (bandiera) | C     | Pape Gassama            |
| 16 | Francia (bandiera) | P     | Romain Lejeune          |
| 17 | Francia (bandiera) | A     | Mour Paye               |
| 20 | Francia (bandiera) | C     | Christopher Baptista    |
| 22 | Francia (bandiera) | D     | Yamadou Fofana          |
| 24 | Francia (bandiera) | D     | Sidi Fofana             |
| 25 | Francia (bandiera) | C     | Jason Buaillon          |
| 26 | Francia (bandiera) | D     | Boris Mahon de Monaghan |
| 27 | Senegal (bandiera) | A     | Oumar Pouye             |
| 33 | Francia (bandiera) | C     | Jérémy Mawatu           |

### Rosa 2016-2017
| N. |                       | Ruolo | Calciatore         |
| -- | --------------------- | ----- | ------------------ |
| 1  | Francia (bandiera)    | P     | Yann Kerboriou     |
| 2  | Francia (bandiera)    | D     | Jonathan Ringayen  |
| 3  | Senegal (bandiera)    | D     | Pape M'Bow         |
| 5  | Francia (bandiera)    | C     | Abdelhak Benaniba  |
| 6  | Madagascar (bandiera) | C     | Johann Paul        |
| 7  | Francia (bandiera)    | A     | Youssoufou Niakaté |
| 8  | Francia (bandiera)    | C     | Cyril Mandouki     |
| 9  | Francia (bandiera)    | D     | Fabien Boyer       |
| 10 | Francia (bandiera)    | C     | Bilel El Hamzaoui  |
| 11 | Francia (bandiera)    | C     | Guillaume Loriot   |
| 12 | Guadalupa (bandiera)  | C     | Kevin Sainte-Luce  |
| 13 | Francia (bandiera)    | C     | Hassane Kamara     |
| 14 | Francia (bandiera)    | A     | Wilfried Kanga     |

| N. |                            | Ruolo | Calciatore            |
| -- | -------------------------- | ----- | --------------------- |
| 15 | Senegal (bandiera)         | C     | Pape Gassama          |
| 16 | Francia (bandiera)         | P     | Romain Lejeune        |
| 17 | Francia (bandiera)         | C     | Martin Mimoun         |
| 18 | Francia (bandiera)         | C     | Abdelhak Belahmeur    |
| 19 | Francia (bandiera)         | D     | Steeve Furtado        |
| 20 | Nuova Caledonia (bandiera) | C     | César Zeoula          |
| 21 | Francia (bandiera)         | A     | Gaoussou Sackho       |
| 22 | Portogallo (bandiera)      | D     | Serginho              |
| 24 | Francia (bandiera)         | D     | Sidi Fofana           |
| 25 | Francia (bandiera)         | D     | Jason Buaillon        |
| 27 | Francia (bandiera)         | D     | Vincent Di Bartoloméo |
| 28 | Francia (bandiera)         | D     | Sébastien Puygrenier  |
| 29 | Costa d'Avorio (bandiera)  | D     | Benjamin Karamoko     |

### Rosa 2015-2016
| N. |                           | Ruolo | Calciatore         |
| -- | ------------------------- | ----- | ------------------ |
| 1  | Francia (bandiera)        | P     | Yann Kerboriou     |
| 3  | Rep. del Congo (bandiera) | D     | Hugo Konongo       |
| 5  | Francia (bandiera)        | A     | Bagaliy Dabo       |
| 6  | Rep. del Congo (bandiera) | C     | Hérita Ilunga      |
| 7  | Francia (bandiera)        | C     | Yoann Tribeau      |
| 8  | Francia (bandiera)        | C     | Aurélien Montaroup |
| 9  | Portogallo (bandiera)     | C     | Ludovic Ribeiro    |
| 12 | Camerun (bandiera)        | A     | Marcel Essombé     |
| 13 | Francia (bandiera)        | C     | Ben Sangaré        |
| 14 | Francia (bandiera)        | C     | Mathieu Lafon      |
| 15 | Senegal (bandiera)        | C     | Ibrahima Seck      |
| 16 | Francia (bandiera)        | P     | Cyrille Merville   |
| 17 | Senegal (bandiera)        | C     | Cheick N'doye      |

| N. |                       | Ruolo | Calciatore              |
| -- | --------------------- | ----- | ----------------------- |
| 18 | Senegal (bandiera)    | C     | Christophe Diedhiou     |
| 19 | Francia (bandiera)    | C     | Ludovic Genest          |
| 20 | Francia (bandiera)    | D     | Abdelrafik Gérard       |
| 21 | Francia (bandiera)    | D     | Diarrassouba Bamba      |
| 22 | Francia (bandiera)    | C     | Jean-Michel Lesage      |
| 23 | Martinica (bandiera)  | D     | Marvin Esor             |
| 25 | Portogallo (bandiera) | D     | Augusto                 |
| 26 | Francia (bandiera)    | D     | Boris Mahon de Monaghan |
| 27 | Francia (bandiera)    | D     | Vincent Di Bartolomeo   |
| 28 | Madagascar (bandiera) | A     | Faneva Imà Andriatsima  |
| 29 | Portogallo (bandiera) | C     | Rafaël Dias             |
| 30 | Francia (bandiera)    | D     | Sidi Fofana             |
| 33 | Francia (bandiera)    | P     | Rachid Bachiri          |

### Rosa 2014-2015
| N. |                           | Ruolo | Calciatore         |
| -- | ------------------------- | ----- | ------------------ |
| 1  | Francia (bandiera)        | P     | Yann Kerboriou     |
| 2  | Martinica (bandiera)      | D     | Marvin Esor        |
| 5  | Francia (bandiera)        | A     | Bagaliy Dabo       |
| 6  | Rep. del Congo (bandiera) | C     | Hérita Ilunga      |
| 7  | Francia (bandiera)        | C     | Yoann Tribeau      |
| 8  | Francia (bandiera)        | C     | Aurélien Montaroup |
| 9  | Portogallo (bandiera)     | C     | Ludovic Ribeiro    |
| 12 | Camerun (bandiera)        | A     | Marcel Essombé     |
| 13 | Francia (bandiera)        | C     | Ben Sangaré        |
| 14 | Francia (bandiera)        | C     | Mathieu Lafon      |
| 15 | Senegal (bandiera)        | C     | Ibrahima Seck      |
| 16 | Francia (bandiera)        | P     | Cyrille Merville   |
| 17 | Senegal (bandiera)        | C     | Cheick N'doye      |

| N. |                       | Ruolo | Calciatore               |
| -- | --------------------- | ----- | ------------------------ |
| 18 | Senegal (bandiera)    | C     | Christophe Diedhiou      |
| 19 | Francia (bandiera)    | C     | Ludovic Genest           |
| 20 | Francia (bandiera)    | D     | Abdelrafik Gérard        |
| 21 | Francia (bandiera)    | D     | Diarrassouba Bamba       |
| 22 | Francia (bandiera)    | C     | Jean-Michel Lesage       |
| 23 | Francia (bandiera)    | A     | Oumarou Diaby            |
| 25 | Portogallo (bandiera) | D     | Augusto Pereira Loureiro |
| 26 | Francia (bandiera)    | D     | Boris Mahon de Monaghan  |
| 27 | Francia (bandiera)    | D     | Vincent Di Bartolomeo    |
| 28 | Madagascar (bandiera) | A     | Faneva Imà Andriatsima   |
| 29 | Portogallo (bandiera) | C     | Rafaël Dias              |
| 30 | Francia (bandiera)    | D     | Sidi Fofana              |
| 33 | Francia (bandiera)    | P     | Rachid Bachiri           |

### Rosa 2012-2013
| N. |                       | Ruolo | Calciatore         |
| -- | --------------------- | ----- | ------------------ |
| 1  | Francia (bandiera)    | P     | Yann Kerboriou     |
| 2  | Francia (bandiera)    | D     | Jérémy Cordoval    |
| 3  | Francia (bandiera)    | D     | Yamadou Fofana     |
| 6  | Francia (bandiera)    | C     | Danilson da Cruz   |
| 7  | Algeria (bandiera)    | C     | Otman Djellilahine |
| 8  | Francia (bandiera)    | C     | Florent Gache      |
| 9  | Francia (bandiera)    | C     | Robin Previtali    |
| 10 | Portogallo (bandiera) | A     | Pedro Oliveira     |
| 11 | Francia (bandiera)    | A     | Bagaliy Dabo       |
| 14 | Francia (bandiera)    | C     | Mathieu Lafon      |
| 15 | Senegal (bandiera)    | C     | Ibrahima Seck      |
| 16 | Francia (bandiera)    | P     | Antoine Philippon  |

| N. |                       | Ruolo | Calciatore              |
| -- | --------------------- | ----- | ----------------------- |
| 17 | Senegal (bandiera)    | C     | Cheick N'Doye           |
| 18 | Francia (bandiera)    | C     | Yohan Berrebi           |
| 19 | Francia (bandiera)    | D     | Boris Mahon de Monaghan |
| 20 | Francia (bandiera)    | D     | Nama Fofana             |
| 21 | Francia (bandiera)    | D     | Diarrassouba Bamba      |
| 22 | Francia (bandiera)    | C     | Jean-Michel Lesage      |
| 23 | Francia (bandiera)    | A     | Oumarou Diaby           |
| 25 | Senegal (bandiera)    | D     | Christophe Diedhiou     |
| 27 | Francia (bandiera)    | D     | Vincent Di Bartolomeo   |
| 28 | Madagascar (bandiera) | A     | Faneva Imà Andriatsima  |
| 30 | Francia (bandiera)    | P     | Rachid Bachiri          |

### Rosa 2011-2012
| N. |                           | Ruolo | Calciatore         |
| -- | ------------------------- | ----- | ------------------ |
| 1  | Francia (bandiera)        | P     | Yann Kerboriou     |
| 3  | Francia (bandiera)        | D     | Gregory Tomas      |
| 4  | Marocco (bandiera)        | D     | Saïd Aït Bahi      |
| 5  | Francia (bandiera)        | D     | Sofian Kheyari     |
| 6  | Francia (bandiera)        | C     | Danilson da Cruz   |
| 7  | Francia (bandiera)        | C     | Otman Djellilahine |
| 8  | Francia (bandiera)        | C     | Jimmy Nirlo        |
| 9  | Francia (bandiera)        | A     | Frédéric Marques   |
| 10 | Francia (bandiera)        | A     | Helder Esteves     |
| 11 | Francia (bandiera)        | C     | Sony Dubeaux       |
| 14 | Rep. del Congo (bandiera) | A     | Chiguy Lucau       |
| 15 | Costa d'Avorio (bandiera) | A     | Aristide Bahin     |
| 16 | Francia (bandiera)        | P     | Thibault Ferrand   |

| N. |                           | Ruolo | Calciatore              |
| -- | ------------------------- | ----- | ----------------------- |
| 17 | Costa d'Avorio (bandiera) | C     | Rodolph Niamien Amessan |
| 18 | Francia (bandiera)        | C     | Mathieu Lafon           |
| 19 | Francia (bandiera)        | D     | Sébastien Gondouin      |
| 20 | Francia (bandiera)        | A     | Bagaliy Dabo            |
| 21 | Francia (bandiera)        | C     | Maxime Partouche        |
| 22 | Francia (bandiera)        | D     | Boris Mahon de Monaghan |
| 23 | Francia (bandiera)        | C     | Jean-Michel Lesage      |
| 25 | Francia (bandiera)        | D     | Vincent Piccini         |
| 26 | Francia (bandiera)        | D     | Johann Chapuis          |
| 27 | Francia (bandiera)        | D     | Vincent Di Bartolomeo   |
| 28 | Francia (bandiera)        | C     | Noui Laïfa              |
| 30 | Francia (bandiera)        | P     | Rachid Bachiri          |